# Tor Berger Jørgensen

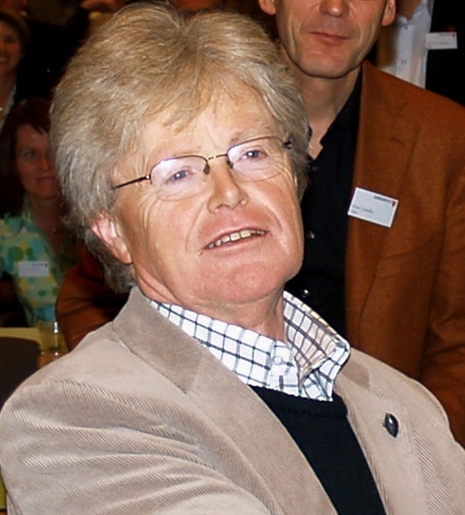
Tor Berger Jørgensen

Tor Berger Jørgensen (* 27. Dezember 1945 in Oslo) ist ein emeritierter Bischof der lutherischen Norwegischen Kirche.

## Leben
Nach seiner Schulzeit studierte Jørgensen Theologie an der privaten theologischen Hochschule (Det teologiske Menighetsfakultet) in Oslo. 1972 erreichte er den theologischen Doktorgrad. Über 15 Jahre war Jørgensen als Missionspfarrer in Japan für die Missionsgesellschaft Norske Misjonsselskab (NMS) tätig. Von 1991 bis 1999 war Jørgensen Generalsekretär der NMS, ab 2000 Dompropst in Bodø. Jørgensen wurde im September 2006 zum Bischof im Bistum Sør-Hålogaland ernannt und im Januar 2007 eingeführt. Vom 5. Oktober 2019 bis 2023 war er „Bishop of the Lutheran Church in Great Britain“.
Jørgensen galt in den 1990er-Jahren als Gegner der kirchlichen Segnung gleichgeschlechtlicher Paare, bevor er nach dem Tod eines nahen Freundes im Jahr 2000 seine Meinung änderte. Er avancierte anschließend zu einem der in dieser Fragen liberalsten Vertreter der norwegischen Kirche.